# Naufragio en el Mediterráneo del 19 de abril de 2015
El naufragio en el Mediterráneo del 19 de abril de 2015 se produjo cuando un pesquero con alrededor de 700 inmigrantes africanos volcó en aguas del canal de Sicilia, 112 km al norte de las costas de Libia. Este incidente ha sido citado como el naufragio más grave en la historia reciente del mar Mediterráneo.

## Desarrollo
El barco partió de la costa de Egipto y luego hizo una escala en la localidad de Zuara (Libia), recogiendo en ambos casos pasajeros.  En la medianoche del domingo, cuando el pesquero se hallaba a 112 km de Libia y a 130 de la isla italiana de Lampedusa, sus ocupantes vieron acercarse al carguero King Jacob, de bandera portuguesa, que había sido enviado a la zona por el Centro Nacional de Socorro de la Guardia Costera Italiana. Instintivamente, los inmigrantes se abalanzaron hacia un lado para pedir ayuda y el pesquero volcó, tras lo cual fueron enviadas embarcaciones de socorro por parte de Italia y Malta. A pesar de que llegaron a participar en la operación de rescate hasta 18 barcos, solo pudieron ser rescatados 28 supervivientes y recuperados 24 cuerpos.
Los 24 cuerpos recuperados hasta el 20 de abril fueron llevados por el buque de la Marina italiana Gregoretti a Malta, donde serán enterrados luego de realizarles la autopsia. Los 28 supervivientes, que viajaron hasta Malta a bordo del mismo buque y que serán trasladados a Italia, han indicado que la cifra de desaparecidos podría llegar a 950 personas, entre ellas 200 mujeres y 50 niños. Las nacionalidades de los supervivientes es variada e incluye Mali, Gambia, Senegal, Somalia, Eritrea y Bangladés.

## Reacciones internacionales
- Italia — El primer ministro italiano, Matteo Renzi, expresó su consternación ante el naufragio y afirmó que no se puede permanecer impasible ante tamaña tragedia. «¿Cómo permanecer insensibles cuando en el mar Mediterráneo asistimos a diario a una tragedia, asistimos al dolor de tantos hombres, generaciones enteras que mueren en una era de comunicación global, cómo se puede permanecer impasible?», cuestionó.[9]
- Santa Sede — El papa Francisco juzgó necesario «que la comunidad internacional asista con decisión y rapidez para evitar que tragedias similares se repitan» y recordó que los inmigrantes que intentan llegar a las costas italianas desde el norte de África «son hermanos que buscan una mejor vida, hambrientos, perseguidos, heridos, explotados, víctimas de guerras, que buscan la felicidad».[10]
- Alemania — La canciller alemana, Angela Merkel, se comprometió a hacer «todo lo posible para impedir más muertes a la puerta de nuestra casa, Europa» y a combatir a las mafias que trafican con personas. También destacó la necesidad de luchar «contra lo que origina esos flujos de inmigración», con el objetivo de impedir «que sigan muriendo esas personas, de manera tan cruel, a las puertas de Europa».[11]

## Investigación
La fiscalía de Catania ha dictado prisión preventiva contra Mohamed Ali Malek, un tunecino de 27 años y presunto capitán del barco que según el testimonio de los supervivientes trató de mezclarse con los inmigrantes para evitar ser detenido, y Mahmud Bikhit, sirio de 25 años, que era uno de los marineros del pesquero. Al capitán se le imputan los delitos de naufragio culposo, homicidio culposo múltiple y favorecer la inmigración clandestina, mientras que al tripulante se le acusa de favorecer la inmigración clandestina.
A principios de mayo de 2015, la Marina Italiana empleó los buscaminas Gaeta y Vieste, así como la corbeta Sfinge, para las labores de búsqueda del barco hundido, que fue finalmente localizado a 85 millas al noreste de la costa de Libia, a una profundidad de 375 metros.